# Рейна Виктория Евгения (лек крайцер, 1920)
Рейна Виктория Евгения (на испански: Reina Victoria Eugenia) е лек крайцер на Испанския флот.

## История на създаването
„Рейна Виктория Евгения“ става първият испански крайцер, заложен след испанско-американската война. За основа на проекта е избран най-съвременния и успешен английски крайцер от онова време – „Бирмингам“. Заложен е на 31.03.1915 г., спуснат на вода на 21.04.1920 г. и влиза в строй през февруари 1923 г.

## История на службата
През 1931 г. е преименуван на „Република“. През май 1935 г., поради старост и лошо техническо състояние е изваден в резерв в Кадис. На 19.7.1936 г. е пленен в хода на метеже на националистите и първоначално се използва като плаваща батарея, а след това е разоръжен. През 1937 г. е преименуван на „Навара“. Модернизиран е в Кадис, през 1937 – 38 г. След модернизацията взема участие в блокадните действия против Републиката. В последните месеци на Гражданската война в Испания, корабът получава следния прякор: Sigamos a la flota („Следвай флотата“ на испански език), който идва от Follow the Fleet, филм с Фред Астер и Джинджър Роджърс, преведен на български език като: „Последвай яхтата“. Причина за това е, че корабът е много по-бавен от другите два крайцера служещи при националистите: „Канариас“ и „Алмиранте Сервера“. След гражданската война става учебен кораб. Предаден е за скрап през 1954 г.